# Лесные пожары в Индонезии (1997—1998)
Лесные пожары в Индонезии — крупные лесные пожары, произошедшие на территории Индонезии в середине 1997 года и продолжавшиеся до начала 1998 года. Пожары считаются одними из крупнейших лесных пожаров за последнее время. 

## Описание
Причиной пожара стал метод подсечно-огневого земледелия и выжигание лесов с целью быстрой очистки территории во время незаконной вырубки лесов. Летом 1997 года огонь охватил острова Калимантан и Суматра, после чего распространился по территории свыше 2 млн га.
Смог от пожаров накрыл Индонезию, Сингапур, Малайзию, Таиланд, Бруней, Вьетнам, Филиппины, Шри-Ланку. В зоне бедствия находились более 70 млн человек. 
Пожары усилила аномальная засуха, вызванная воздействием природного явления Эль-Ниньо. 
Сезонные дожди в начале декабря принесли кратковременную передышку, но вскоре после этого засуха и пожары возобновились. Пожары были потушены к марту 1998 года. 

## Последствия
Было выжжено почти 8 миллионов гектаров леса. Предполагаемая ущерб оценивается от 5 до 9 миллиардов долларов. В атмосферу было выброшено от 0,81 до 2,57 гигатонн углерода, что составляет от 13 до 40% годовых выбросов углекислого газа при сжигании ископаемого топлива.
От лёгочных и респираторных расстройств, астмы, удушья по официальным данным погибли около 240 индонезийцев, десятки тысяч человек пострадали от смога. Еще не менее 300 человек погибли в результате транспортных происшествий, причиной которых стал смог.  
Так, 26 сентября 1997 года из-за плохой видимости в условиях смога под Меданом разбился Airbus A300. Погибли все 234 человека на борту. Авиакатастрофа стала крупнейшей в Индонезии и Юго-Восточной Азии. 
Ущерб, нанесенный дымкой ВВП Малайзии, оценивается в 0,30 процента.